# Gnophos mucidata
Gnophos mucidata är en fjärilsart som beskrevs av Treitschke 1827. Gnophos mucidata ingår i släktet Gnophos och familjen mätare. Inga underarter finns listade i Catalogue of Life.